# Caroline Guiela Nguyen
Pour les articles homonymes, voir Nguyen.
Caroline Guiela Nguyen, née le 12 septembre 1981 à Poissy, est une autrice, metteuse en scène et réalisatrice française.

## Biographie

### Famille
Caroline Guiela Nguyen naît en 1981 à Poissy. Sa mère, vietnamienne, et sa grand-mère maternelle, indienne originaire de Pondichéry, sont arrivées en France en 1956 peu après la bataille de Diên Biên Phu. Son père est pied-noir séfarade d'Algérie.

### Formation et débuts
Après des études de sociologie et d'arts du spectacle à l'université de Nice, elle intègre en 2005 le groupe 37 de l’École supérieure d'art dramatique de Strasbourg, au théâtre national, en section mise en scène et dramaturgie, dont elle sort en 2008.

### Suite de carrière
Précédemment associée au théâtre national de la Colline, au CDN de Tours et à la Comédie de Valence—CDN de Drôme-Ardèche, Caroline Guiela Nguyen est aujourd'hui associée à l'Odéon - Théâtre de l'Europe, à la Schaubühne à Berlin, au Théâtre national de Bretagne à Rennes, à la MC2 de Grenoble et au Piccolo Teatro à Milan.
Elle est nommée directrice du théâtre national de Strasbourg où elle succède à Stanislas Nordey et prend ses fonctions le 1er septembre 2023.

#### Les Hommes approximatifs
En 2009, elle fonde la compagnie Les Hommes approximatifs qui réunit autour d'elle Alice Duchange (scénographe), Benjamin Moreau (costumier), Jérémie Papin (créateur lumière), Antoine Richard (créateur sonore), Claire Calvi (collaboratrice artistique) et Jérémie Scheidler (dramaturgie, vidéo).
Ensemble, ils inventent leurs propres récits, aux histoires et aux corps manquants, absents des plateaux de théâtre et ne cessent de peupler la scène du monde qui les entoure : Se souvenir de Violetta (2011), Ses Mains et Le Bal d’Emma (2012), Elle brûle (2013), Mon grand amour (2016), SAIGON (2017).
Depuis 2015, elle collabore avec Joël Pommerat et Jean Ruimi à la création de spectacles à la maison centrale d’Arles, dont Désordre d’un futur passé et Marius.
En 2016, elle crée avec Alexandre Plank et Antoine Richard une pièce radiophonique, Le Chagrin (Julie et Vincent) pour France Culture dans le cadre de Radiodrama.
En 2017, elle crée et présente SAIGON au festival Ambivalence(s) à la Comédie de Valence et à la 71e édition du festival d'Avignon. Jusqu'en 2020, le spectacle tourne dans une quinzaine de pays (France, Suède, Chine, Allemagne, Australie, Vietnam...).
En 2018, elle entame avec la compagnie un nouveau cycle, Fraternité, qui compte trois créations : un film coproduit par Les Films du Worso, Les Engloutis, qu'elle réalise avec les détenus de la maison centrale d’Arles et qui est sélectionné à la fois en compétition nationale et internationale au festival international du court métrage de Clermont-Ferrand ; FRATERNITÉ, conte fantastique, créé lors la 75e édition du festival d'Avignon ; et Kindheitsarchive [Enfance-Archive] créé en octobre 2022 à la Schaubühne à Berlin.
La compagnie Les Hommes approximatifs est associée à La Comédie – CDN de Reims. Depuis 2009, elle est implantée à Valence, en région Auvergne-Rhône-Alpes.

### Décorations
- Chevalier de l'ordre des Arts et des Lettres (2016)[13]
- Chevalier de l'ordre national du Mérite (2023)

## Réalisations

### Spectacles
- 2011 : Se souvenir de Violetta. Créé à la Comédie de Valence en 2011 puis présenté au Théâtre national du Luxembourg. La volonté de la compagnie de travailler avec des acteurs professionnels et des acteurs amateurs se confirme avec ce spectacle qui assoit l’identité de la compagnie. Se souvenir de Violetta est présenté également en 2013 au Théâtre Dijon Bourgogne ainsi qu’au Théâtre de Vanves. Le spectacle réunit le collectif de création tel qu’il existe aujourd’hui.
- 2012 : Ses mains. Quatre micro-fictions autour de l’infanticide présentées, en janvier 2012 puis en décembre 2012,  à la Comédie de Valence.
- 2012 : Le Bal d'Emma. Invitée en 2010 par le Nouveau théâtre d'Angers à mener un atelier de formation et de recherche, Caroline Guiela Nguyen dirige un stage autour de Madame Bovary. Le Bal d’Emma. Créé à Montélier en mai 2012 pour le festival Ambivalence(s) de la Comédie de Valence, le spectacle est le début d'un cycle autour du personnage d’Emma. Immersif, il rassemble 4 comédiens professionnels et 25 comédiens amateurs, réunis au plateau dans une salle des fêtes de la commune de Montélier.
- 2013 : Elle brûle. L'aventure se poursuit en 2013-2014 avec Elle brûle, à la Comédie de Valence. Le spectacle, présenté à La Colline, théâtre national, au Théâtre Dijon Bourgogne et à la Comédie de Saint-Étienne est en tournée lors de la saison 2014-2015. Il est présenté près de cent fois.
- 2015 : Le Chagrin. Une première étape de travail du Chagrin est présentée en 2013 dans le cadre du Festival 360 du Nouveau Théâtre de Montreuil. Créé à la Comédie de Valence le 31 mars 2015, Le Chagrin est ensuite présenté au Théâtre Olympia de Tours et à La Colline (Paris), du 6 mai au 6 juin 2015. Le spectacle est en tournée au cours de la saison 2015-2016 pour 68 représentations.
- 2016 : Mon grand amour. Lors de la saison 2015-2016, la compagnie crée Mon grand amour, pour le festival Ambivalence(s), le 23 mai 2016 à la Comédie de Valence. Ce spectacle en appartement a notamment été présenté au festival de Princeton (États-Unis).
- 2017 : SAIGON, récit polyphonique invitant au plateau des comédiens français, vietnamiens et français d’origine vietnamienne, créé les 1er, 2 et 3 juin 2017 à la Comédie de Valence pour le festival Ambivalence(s) et en juillet 2017 au 71e Festival d’Avignon.
- 2021 : FRATERNITÉ, conte fantastique[14], pièce créée en juillet 2021 lors de la 75e édition du festival d'Avignon. En tournée en France notamment à l’Odéon, théâtre de l’Europe, puis en Suède, Allemagne, Italie, Portugal, Espagne, Belgique…
- 2022 : KINDHEITSARCHIVE [Enfance-Archive]. Créé en octobre 2022 à la Schaubühne de Berlin.
- 2024 : LACRIMA. Pièce publiée en juin 2024, elle est mise en scène pour la première fois lors de l'ouverture de saison 24-25 au TNS en septembre 2024.
- 2025 : Valentina. Texte et mise en scène de Caroline Guiela Nguyen ; production du Théâtre national de Strasbourg, avec l’accompagnement du Centre des récits du TnS[15].

### Filmographie
- 2019 : SAIGON–Deux êtres qui s’aiment et se promettent l’éternité. Court métrage écrit et réalisé par Caroline Guiela Nguyen à partir de la pièce Saïgon, produit par Les Films du Worso.
- 2021 : Les Engloutis. Court métrage écrit et réalisé par Caroline Guiela Nguyen coproduit par Les Films du Worso et Les Hommes approximatifs.

Cette fiction a majoritairement été tournée à la maison centrale d'Arles avec des comédiens détenus. Sélectionné en compétition nationale et internationale au festival international du court métrage de Clermont-Ferrand.

### Actrice
- 2023 : Youssef Salem a du succès : Loubna la sœur de Youssef

### Pièces radiophoniques
- 2008 : Mémoire d’elles. Pièce radiophonique réalisée en maison de retraite à Strasbourg.
- 2015 : Le Chagrin (Julie et Vincent)[18]. Créée en juin 2015 pour France Culture dans le cadre de Radiodrama ; co-réalisée par Caroline Guiela Nguyen, Antoine Richard et Alexandre Plank. En 2016, la pièce reçoit le grand prix Italia de la création radiophonique, catégorie fiction[19] ainsi que le grand prix de la fiction radiophonique de la SGDL (Société des gens de lettres).

## Distinctions

### Récompenses
- 2016 : Pour Le Chagrin (Julie & Vincent) : Grand prix Italia de la création radiophonique, catégorie fiction ; grand prix de la Société des gens de lettres de la fiction radiophonique
- 2017 : SAIGON, lauréat de l’Aide à la création de l’ARTCENA
- Prix du Syndicat de la critique 2018 : prix Georges-Lerminier pour SAIGON
- 2018 : prix SACD Nouveau Talent Théâtre[20]
- 2019 : Prix de dramaturgie Jürgen Bansemer et Ute Nyssen du Goethe-Institut Paris pour SAIGON

### Nominations
- Molières 2015 : Molière du metteur en scène d’un spectacle de théâtre public pour Elle brûle
- Molières 2018 : Molière de l'auteur francophone vivant pour SAIGON
- Molières 2025 : 
  - Molière de l'auteur francophone vivant pour Lacrima
  - Molière du metteur en scène d’un spectacle de théâtre public

## Publications
- Saïgon : à l'origine, coéd. Les Hommes approximatifs / Théâtre national de Bretagne, 2018[21]
- Avec Aurélie Charon, Un théâtre cardiaque, Actes Sud, 2023[22]